# Яченка (Узденский район)
Яченка (бел. Я́чанка) — деревня в Узденском районе Минской области Беларуси. Входит в состав Дещенского сельсовета.

## География
Проходит дорога Н9845.
Ближайшие населённые пункты Проходы, Сенное и др.

## История
В 1909 году в Игуменском уезде Дудичской волости Минской губернии.
До 30 октября 2009 год деревня входила в состав Озерского сельсовета.

## Население

### Численность
- 2025 год — 5 человек

### Динамика
- 2009 год — 75 человек (перепись населения)[2]
- 2019 год — 63 человек (перепись населения)